# Heteropsylla mexicana
Heteropsylla mexicana är en insektsart som först beskrevs av Crawford 1914.  Heteropsylla mexicana ingår i släktet Heteropsylla och familjen rundbladloppor. Inga underarter finns listade i Catalogue of Life.